# Hermann Schwarzweber
Hermann Schwarzweber (* 1. Juni 1884 in Freiburg im Breisgau; † 26. November 1972 ebenda) war ein deutscher Gymnasiallehrer, Heimat- und Bergfreund, Kunstfreund, Skipionier, Hobbyfotograf, Autor und Publizist. Zunächst Leiter der Ortsgruppe Freiburg des Landesvereins Badische Heimat, wurde er nach dem Zweiten Weltkrieg zusätzlich dessen Präsident und Herausgeber seiner Schriften. Er erlebte vier politische Systeme und zwei Kriege.

## Familie
Hermann Schwarzweber wurde am 1. Juni 1884 im elterlichen Haus in Freiburg im Breisgau geboren. Er war der älteste Sohn des Hafnermeisters Hermann Schwarzweber, dessen Vorfahren am Ende des 18. Jahrhunderts von Fessenheim-le-Bas im Unterelsass nach Freiburg emigriert waren, und der Maria Schwarzweber geb. Willoth aus Buchheim bei Freiburg. Hermann Schwarzweber wuchs mit seinem jüngeren Bruder Otto (* 1886; † 1944) auf. 1912 heiratete Hermann Schwarzweber Luise Lauer, Tochter eines Pforzheimer Fabrikanten, dessen Vorfahren als wallonische Glaubensflüchtlinge nach Schönau im Odenwald gekommen waren. Mit ihr hatte er die Kinder Annemarie (1913–2007), Hermann (1917–1942) und Eva (geb. 1918). Der einzige Sohn Hermann fiel 1942 an der Ostfront.

## Schulische und berufliche Laufbahn
Hermann Schwarzweber besuchte ab 1890 die Freiburger Lessingschule, anschließend das Großherzogliche Gymnasium (später Bertholds-Gymnasium, heute Bertholdgymnasium), wo er 1903 das Abitur ablegte. Seine ersten zwei Studiensemester verbrachte er in Innsbruck, wo er kurz vorher durch eine Ersteigung der Wildspitze seine Liebe zum Alpinismus entdeckt hatte und im Akademischen Alpinen Verein Freunde fürs Leben gewann. 1908 beendete er sein Studium in Freiburg mit dem Staatsexamen in Geschichte und Geographie (Hauptfächer) und Latein (Nebenfach), erweitert 1911 durch das Fach Deutsch. Ebenfalls 1907/1908 promovierte er in Geschichte bei Heinrich Finke über das Thema Die Landstände Vorderösterreichs im 15. Jahrhundert. Im Jahresbericht 1907/1908 des „Großherzogl. Bertholds-Gymnasiums zu Freiburg i. B.“ wird er als „Volontär“ geführt. 1908 wurde er als „Lehramtspraktikant“ nach Pforzheim an die Höhere Mädchenschule (Hildaschule) versetzt. Dort wurde 1911 der „Probekandidat“ zum „Professor“ und damit zum Beamten auf Lebenszeit ernannt. Zum 1. Januar 1914 wurde er auf eigenen Wunsch nach Freiburg versetzt, und zwar auch dort an die Höhere Mädchenschule (später Hindenburgschule, heute Goethe-Gymnasium) mit Lehrerinnenseminar. An dieser Schule unterrichtete Hermann Schwarzweber bis zu seiner Pensionierung 1950. Allerdings holte man ihn in den 1950er-Jahren noch einmal kurzfristig an die Pädagogische Akademie Gengenbach. In den Jahren nach dem Ersten Weltkrieg leitete er im Auftrag des badischen Kultusministeriums Skikurse, zu denen sich Lehrer aus ganz Baden anmelden konnten.

## Die beiden Weltkriege
1915 kam Hermann Schwarzweber mit einer Kraftfahrerkolonne als Kraftfahrer nach Russisch-Polen. Im Winter 1915/16 war er Ausbilder in einem „Schneeschuh-Bataillon“ in Immenstadt im Allgäu, 1916 kam er an den Württembergischen Kraftwagenpark Armee-Abteilung GÄDE im badischen Müllheim, wo er eine fotografische Dokumentationsaufgabe hatte und zu verschiedenen Anlässen das benachbarte Elsass mit dem Hartmannsweilerkopf besuchte. Nachdem der Krieg 1917 noch immer nicht beendet war, entschloss sich Schwarzweber, in Colmar und in Beverlo eine Offiziersausbildung zu machen. Anschließend diente er 1917/18 als Leutnant in Nordfrankreich während der Somme-Offensive, wo er eine Zeitlang in Péronne stationiert war und dann von St-Quentin aus auf dem Rückzug seine Kolonne über die belgischen Ardennen bis nach Bonn führte.
Im Zweiten Weltkrieg war Hermann Schwarzweber Anfang 1940 während des Sitzkriegs zunächst in Düsseldorf, dann in Brüssel, Antwerpen, Châlons-sur-Marne und schließlich Tours, wo er zusammen mit einem Mitoffizier eine Nachschub-Außenstelle leitete. Dienstreisen führten ihn von dort bis Bordeaux, Nantes und Rennes. Als die Stelle im Oktober 1940 aufgelöst wurde, kam er in ähnlicher Funktion nach Paris an das „Oberquartier“, wo er bis 1943 blieb. Er war im Hotel „Georges V“ untergebracht, das von der Wehrmacht requiriert worden war. 1941 wurde er zum Hauptmann befördert. Das Tagebuch ist apolitisch. Es schildert Alltagsdinge und jeden Morgen die Wetterlage. Die zahlreichen Besteigungen des Eiffelturms wurden minutiös aufgelistet. Der Turm diente als Ersatz für die geliebten Berge. 1943 war Hermann Schwarzweber wieder Zivilist; der offizielle Grund für sein Ausscheiden aus dem Kriegsdienst war „Dienstunfähigkeit“.

## Hermann Schwarzweber und die Badische Heimat
Noch in seine Pforzheimer Zeit fiel 1909 die Gründung des Landesvereins Badische Heimat. Hermann Schwarzweber war Gründungsmitglied, doch widmete er sich zunächst mehr der Dokumentation seiner Erstbesteigungen in der Südtiroler Durreck-Gruppe, 1911–1913 der Herausgabe der „Ski-Chronik“ und nach dem Ersten Weltkrieg der Gründung und Leitung einer Ski-Abteilung der Sektion Freiburg des Deutschen und Österreichischen Alpenvereins. 1926 übernahm er aufgrund des Vorschlags von Pfarrer Carl Kistner den Vorsitz der Ortsgruppe Freiburg der Badischen Heimat. Zunächst war es „nur“ die Organisation des Vortragsprogramms im Winterhalbjahr und des Exkursionsprogramms im Sommerhalbjahr. Dann aber, von 1952 bis 1968 kam der Vorsitz des Landesvereins dazu. Dies bedeutete ein Triumvirat in einer Person: Präsident des Gesamtvereins, Herausgeber der Vereinsschriften und weiterhin Leiter der Ortsgruppe Freiburg. So hat ihm der Verein einerseits Einiges abverlangt, doch fand der politisch Unbelastete ein Betätigungsfeld vor, in dem er seine breitgestreuten kulturellen Interessen vom Schwarzwald bis Südtirol, vom Alpinismus bis zum Skilaufen, von der Fotografie bis zur Kunstkritik einbringen konnte und das wie auf ihn zugeschnitten war. Sein Vorgänger als Landesvorsitzender war der Karlsruher Ministerialrat Thoma, sein Nachfolger war 1968 der Oberarchivrat Franz Laubenberger.

## Schriften (Auswahl)
| 1904    | Ins Stubai. In: Mitteilungen des Deutschen und Österreichischen Alpenvereins 1904 Nr. 14 |
| 1905    | Aus der Durreckgruppe. Ein Beitrag zu ihrer Erschließung. In: Bericht des Akademischen Alpinen Vereins Innsbruck über die Vereinsjahre 1900–1905. Innsbruck 1905                                                                                      |
| 1908    | Die Landstände Vorderösterreichs. In: Forschungen und Mitteilungen zur Geschichte Tirols und Vorarlbergs 1908, Heft 2, und 3/4 |
| 1909    | Vom künstlerischen Schauen und Erleben. In: Badische Heimat Heft 1, 1909 |
| 1910    | Die Durreckgruppe. Ein Beitrag zu ihrer Erschließung. In: Zeitschrift des Deutschen und Österreichischen Alpenvereins 1910, S. 202–240 |
| 1912    | Urner Alpen, Gotthardgruppe (Skiturenbericht). In: Ski-Chronik 1912 (Jahrbuch des Mitteleuropäischen Ski-Verbandes), S. 208 |
| 1912    | ŠAJ, Friedrich und SCHWARZWEBER, Hermann: Ernährungsweise der Skifahrer. In: Ski-Chronik 1912 (Jahrbuch des Mitteleuropäischen Ski-Verbandes), S. 66–70                                                                                               |
| 1912    | Die Winterlandschaft in Natur und Kunst. Ein Briefwechsel. In: Ski-Chronik 1912 (Jahrbuch des Mitteleuropäischen Ski-Verbandes), S. 117–128 |
| 1915    | Hermann Flamm ✝. Ein Freundesgedenken. In: Mein Heimatland 2, 1915, S. 1–7 |
| 1919    | Von St-Quentin bis Bonn. Kriegstagebuchblätter vom Zusammenbruch. 20 Folgen. In: Freiburger Bote für Stadt und Land, 8. November 1919 ff. |
| 1923    | Schwarzwaldfahrten. In: Der Alpenfreund Juli 1923, S. 141–143 |
| 1925    | Der Schwarzwald. Das deutsche Bergland am Oberrhein. Stuttgart/Berlin/Leipzig o. J. [1925] |
| 1926    | Bericht über die Tagung des Verbandes Südwestdeutscher Schulgeographen zu Freiburg im Breisgau vom 26. bis 29. Juni 1926. In: Verbandsnachrichten 1926, S. 290–292.                                                                                   |
| 1926/27 | Unsere Schwarzwaldseen. In Zeitschrift „Schwarzwald, Oberbaden und Bodensee“ |
| 1928    | Der Maler Wilhelm Haller. In: Ekkhart 9/1928, S. 19–31 |
| 1929    | Der Breisgau in Landschaft, Geschichte, Bau, Klima, Siedlung und Wirtschaft. In: Freiburg und der Breisgau, Jahresheft Badische Heimat 1929, S. 3–25                                                                                                  |
| 1929    | Im badischen Schwarzwald. In: Feuerreiter Heft 9, 1929 |
| 1929    | Freiburg als Eingangspforte des Schwarzwalds. In: Illustrierte Woche, Karlsruhe 1929 |
| 1930    | Das Villgrater Gebirge. Beitrag zur landeskundlichen Darstellung. In: Bericht des AAVI 1928/29/30, S. 2–18 |
| 1930    | Freiburg als Eingangspforte des Schwarzwalds. In: Festnummer zur Alpenvereinstagung der Tagespost, 1930. |
| 1930    | Der Schauinsland in Landschaft und Geschichte. In: Festschrift der Stadt Freiburg, 1930 |
| 1930    | Schwarzwaldwinter. In: Jahrbuch der Skizunft Feldberg, 2. Juliheft 1930 |
| 1930    | Petrus Canisius. In: Heinrich MOHR (Hg.): Menschen und Heilige. Freiburg 1930, S. 77–94 |
| 1932    | Der Maler Fritz Kaiser. In: Ekkhart 13/1932, S. 38–48 |
| 1932    | Julius Steinel. In: Mein Heimatland 19/1932/8, S. 284–288 |
| 1933    | Hans Schroedter, Hausen vorm Wald. Dem Heimatkünstler zum 60. Geburtstag. In: Ekkhart 14/1933, S. 33–43 |
| 1934    | Aus der Geschichte Südbadens. In: Grenzland Baden. Badischer Jugendwanderführer 1934, S. 12–26 |
| 1934    | Südtirol, ein deutsches Volksschicksal. In: Mitteilungen der Geographischen Fachschaft der Universität Freiburg i. Br., Heft 13/14, Wintersemester 1932/33. Als Sonderdruck: Freiburg (Jos. Waibel’sche Verlagsbuchhandlung) 1934                     |
| 1936    | Die Photographie im Dienste der Familienforschung. Leitgedanken meines Vortrages. In: Mein Heimatland 23/1936/5–6, S. 220–221 |
| 1936    | Das Stadtbild von Pforzheim. In: Mein Heimatland 23/1936/9–10, S. 305–319 |
| 1936    | Freiburg im Breisgau. In: Mein Heimatland 23/1936/9–10, S. 345–358 |
| 1937    | Hermann Dischler, der Schwarzwaldmaler. In: Ekkhart 18/1937, S. 86–103 |
| 1939    | Friedrich Greiner, Künstler und Kunsterzieher. In: Ekkhart 20/1939, S. 107–110 |
| 1942    | Alwin TÖLLE und Hermann SCHWARZWEBER: Bauernleben im Schwarzwald. Straßburg 1942 |
| 1946    | Wilhelm Wickertsheimer. In: Exposition de Tableaux, Stadthalle de Lahr, Exposition spéciale Wilhelm Wickertsheimer du 3 au 17 novembre 1946 / Kunstausstellung Stadthalle Lahr, Sonderausstellung Wilhelm Wickertsheimer vom 3. bis 17. November 1946 |
| 1951    | Hermann Eris Busse zum 9. März 1951. In: Badische Heimat 31/1951/1, S. 45–46 |
| 1951    | Heimatchronik. In: Badische Heimat 31/1951/3–4, S. 223–225 |
| 1952    | Ernst Wilhelm Schultz. In: Badische Heimat 32/1952/2–3, S. 85–86 |
| 1953    | Oskar Blenkner, Buchbindermeister. In: Badische Heimat 33/1953/1, S. 23–25 |
| 1953    | Land am Hochrhein. In: Badische Heimat 33/1953/2, S. 85–86 |
| 1953    | Hans Schroedter, Hausen vor Wald. In: Badische Heimat 33/1953/3, S. 196–203 |
| 1955    | Dr. Bruno Leiner. In: Badische Heimat 35/1955/1, S. 54–56 |
| 1955    | Altstaatspräsident Leo Wohleb ✝. In: Bad. Heimat 35/1955/1, S. 58–60 |
| 1955    | Bericht über die Landesversammlung des Landesvereins Badische Heimat am Samstag–Sonntag, den 9.–10. Juli 1955 in Karlsruhe. In: Badische Heimat 35/1955/4, S. 313–322                                                                                 |
| 1955    | Vom Winterwandern und Skilauf im Schwarzwald. In: Unsere Heimat. Heimatkundliche Beilage zur Schülerzeitschrift „Dein Freund“ für das Badische Oberland Nr. 1 / 2. Jahrgang, Januar 1955, Ausgabe F, S. 2–4                                           |
| 1956    | Professor Dr. Hermann Ammann ✝. 10.8.1885 – 12.9.1956. In: Badische Heimat 36/1956/3, S. 225–226 |
| 1956    | „Das Hüsli“ beim Rothaus im Schwarzwald – ein Volkskundemuseum. In: Ekkhart 1956, S. 47–49 |
| 1957    | 500 Jahre Freiburger Universität. In: Badische Heimat 37/1957/1, S. 2–9 |
| 1959    | Fünfzig Jahre „Badische Heimat“. Der Landesverein im Spiegel seiner Veröffentlichungen. Sonderdruck o. O.[Karlsruhe?] o. J.[1959], S. 1–4 aus: Werke und Wege. Festschrift für Dr. Eberhard Knittel zum 60. Geburtstag.                               |
| 1960    | Wilhelm Hanemann, dem Freiburger Künstler zum 80. Geburtstag. In: Ekkhart 1960, S. 60–63 |
| 1961    | Lebensblätter eines alten Freiburgers. In: Freiburger Almanach 1961, S. 105–112 |
| 1962    | Zur Eröffnung der Hans-Franke-Ausstellung in Krozingen. In: Badische Heimat 42/1962/1, S. 8–17 |
| 1962    | Wilhelm Wickertsheimer, dem Schwarzwaldmaler zum 75. Geburtstag. In: Ekkhart 1962, S. 155–162 |
| 1962    | Von und zu unserem Feldberg. Bergerlebnisse in und zu der Heimat. In: Freiburger Almanach 1962, S. 141–147 |
| 1963    | Erinnerungen eines Freiburgers an Innsbruck. In: Freiburg und Innsbruck. Eine Einführung aus Anlass der Partnerschaft zwischen beiden Städten. Hg. von der Stadt Freiburg im Breisgau o. J.[1963], S. 29–32                                           |
| 1964    | Der gute Geist unseres Badnerlandes [Hermann Eris BUSSE]. In: Badische Heimat 44/1964/3–4, S. 215. |
| 1964    | Der Landesverein Badische Heimat e.V. Sitz Freiburg. In: Ekkhart 1964, S. 35. (Bericht über die Landestagung in Heidelberg vom 4. bis 6. Mai 1963) |
| 1967    | Dr. Otto Hoerth 3.6.1879 – 13.8.1966. In: Ekkhart 1967, S. 151–153 |
| 1968    | Abschiedsworte an der Bahre von Wilhelm Wickertsheimer am 12. Februar 1968 in Lahr. In: Ekkhart 1968, S. 208–209 |